# Каракал (футбольний клуб)
Футбольний клуб «Каракал» (рум. Fotbal Club Caracal) — колишній румунський футбольний клуб з однойменного міста, що існував у 1949—2013 роках.

## Історія
Клуб був заснований в Крайові в 1949 році. До 1998 року клуб називався FC Electroputere Craiova. Тоді він був перейменований в Extensiv Craiova і почав грати домашні матчі на Extensive Stadium. В середині сезону 2003/04 Extensiv змінив назву на ФК «Крайова», але не мав ніякого відношення до ФК «Крайова», що існував в 1940―1949 роках
У 2004 році клуб переїхав в Каракал.

## Досягнення
- Ліга I
  - Бронзовий призер (1): 1991–92
- Ліга II
  - Чемпіон (2): 1990–91, 1998–99
  - Фіналіст (2): 1996–97, 1997–98
- Ліга III
  - Чемпіон (3): 1967–68, 1984–85, 1989–90
  - Фіналіст (6): 1979–80, 1980–81, 1981–82, 1982–83, 2008–09, 2012–13.